# NGC 3023
NGC 3023 est une galaxie spirale intermédiaire située dans la constellation du Sextant.  NGC 3023 a été découverte par l'astronome français Édouard Stephan en 1880.

## Caractéristiques
La classe de luminosité de NGC 3023 est III et elle présente une large raie HI.

### Distance
Sa vitesse par rapport au fond diffus cosmologique est de 2 253 ± 2,35 km/s, ce qui correspond à une distance de Hubble de 33,2 ± 2,4 Mpc (∼108 millions d'al).
À ce jour, cinq mesures non basées sur le décalage vers le rouge (redshift) donnent une distance de 26,718 ± 10,971 Mpc (∼87,1 millions d'al), ce qui est à l'intérieur des valeurs de la distance de Hubble. Notons cependant que c'est avec la valeur moyenne des mesures indépendantes, lorsqu'elles existent, que la base de données NASA/IPAC calcule le diamètre d'une galaxie et qu'en conséquence le diamètre de NGC 3023 pourrait être d'environ 30,9 kpc (∼101 000 al) si on utilisait la distance de Hubble pour le calculer.

### Émission de radiation ultraviolette
NGC 3023 est une galaxie dont le noyau brille dans le domaine de l'ultraviolet. Elle est inscrite dans le catalogue de Markarian sous la cote Mrk 1236 (MK 1236).

## Identification, paire de galaxies?
Simbad et HyperLeda présentent la région brillante à l'est de NGC 3023 comme une galaxie séparée, PGC 28275. Cependant, la base de données NASA/IPAC indique que cette région est une partie de la galaxie NGC 3023 (PofG, «Part of galaxie»). Avec une vitesse radiale de 1890 km/s, qui est presque la même que celle de NGC 3023, il est difficile de choisir entre ces deux options. Quel que soit le choix, cette région est le théâtre d'une intense activité de formation d'étoiles. Si cette région brillante est vraiment une galaxie, alors NGC 3023 est constitué d'une paire de galaxies en train de fusionner et PGC 28275 devrait être ajouté au groupe de NGC 2967.

## Groupe de NGC 2967
NGC 3023 fait partie du groupe de NGC 2967. Ce groupe comprend au moins neuf galaxies. Les sept autres galaxies du groupe sont UGC 5228, UGC 5238, UGC 5242, NGC 3018, MCG 0-25-24, UGC 5224 et UGC 5249. Richard Powell sur son site « Un Atlas de l'Univers » mentionne aussi ce groupe, mais avec une liste de seulement 5 galaxies. Les galaxies UGC 5242, NGC 3018 et MCG 0-25-24 ne sont pas sur cette liste.